# Aschaffenburg Stallions
Gli Aschaffenburg Stallions sono la squadra di football americano di Aschaffenburg, in Germania, fondata nel 1991.

## Dettaglio stagioni

### Tornei nazionali

#### Campionato

##### Bundesliga/GFL
| Stagione | regular season | regular season | regular season | regular season | regular season | regular season | playoff | playoff | playoff | playoff | playoff | playoff          | playoff             |
|          | Vin            | Par            | Per            | Tot            | PF             | PS             | Vin     | Per     | Tot     | PF      | PS      | risultato        | avversaria          |
| -------- | -------------- | -------------- | -------------- | -------------- | -------------- | -------------- | ------- | ------- | ------- | ------- | ------- | ---------------- | ------------------- |
| 1999     | 8              | 0              | 4              | 12             | 446            | 195            | 0       | 1       | 1       | 14      | 24      | Quarti di finale | Hamburg Blue Devils |
| 2000     | 3              | 2              | 7              | 12             | 194            | 320            | -       | -       | -       | -       | -       | -                | -                   |
| Totale   | 11             | 2              | 11             | 24             | 640            | 515            | 0       | 1       | 1       | 14      | 24      |                  |                     |

Fonti: Enciclopedia del Football - A cura di Roberto Mezzetti

##### 2. Bundesliga/GFL2
| Stagione | regular season | regular season | regular season | regular season | regular season | regular season | playoff | playoff | playoff | playoff | playoff | playoff   | playoff    |
|          | Vin            | Par            | Per            | Tot            | PF             | PS             | Vin     | Per     | Tot     | PF      | PS      | risultato | avversaria |
| -------- | -------------- | -------------- | -------------- | -------------- | -------------- | -------------- | ------- | ------- | ------- | ------- | ------- | --------- | ---------- |
| 1997     | 8              | 0              | 4              | 12             | 320            | 158            | -       | -       | -       | -       | -       | -         | -          |
| 1998     | 12             | 0              | 2              | 14             | 405            | 114            | -       | -       | -       | -       | -       | -         | -          |
| 2007     | 2              | 0              | 12             | 14             | 154            | 384            | -       | -       | -       | -       | -       | -         | -          |
| Totale   | 22             | 0              | 18             | 40             | 879            | 656            | -       | -       | -       | -       | -       |           |            |

Fonti: Enciclopedia del Football - A cura di Roberto Mezzetti

##### Regionalliga
| Stagione | regular season | regular season | regular season | regular season | regular season | regular season | playoff | playoff | playoff | playoff | playoff | playoff      | playoff                 |
|          | Vin            | Par            | Per            | Tot            | PF             | PS             | Vin     | Per     | Tot     | PF      | PS      | risultato    | avversaria              |
| -------- | -------------- | -------------- | -------------- | -------------- | -------------- | -------------- | ------- | ------- | ------- | ------- | ------- | ------------ | ----------------------- |
| 1996     | 10             | 0              | 0              | 10             | 315            | 178            | -       | -       | -       | -       | -       | -            | -                       |
| 2005     | 5              | 0              | 9              | 14             | 237            | 323            | -       | -       | -       | -       | -       | -            | -                       |
| 2006     | 8              | 0              | 0              | 8              | 376            | 105            | 2       | 0       | 2       | 85      | 13      | Promossi     | Stuttgart Silver Arrows |
| 2008     | 9              | 0              | 1              | 10             | 392            | 119            | 0       | 2       | 2       | 38      | 75      | Non promossi | Rhein Neckar Bandits    |
| 2009     | 6              | 0              | 4              | 10             | 216            | 187            | -       | -       | -       | -       | -       | -            | -                       |
| 2010     | 2              | 0              | 10             | 12             | 101            | 396            | -       | -       | -       | -       | -       | -            | -                       |
| Totale   | 40             | 0              | 24             | 64             | 1640           | 1308           | 2       | 2       | 4       | 123     | 88      |              |                         |

Fonti: Enciclopedia del Football - A cura di Roberto Mezzetti

##### Landesliga (quarto livello)/Oberliga/Bayernliga
| Stagione | regular season | regular season | regular season | regular season | regular season | regular season | playoff | playoff | playoff | playoff | playoff | playoff   | playoff          |
|          | Vin            | Par            | Per            | Tot            | PF             | PS             | Vin     | Per     | Tot     | PF      | PS      | risultato | avversaria       |
| -------- | -------------- | -------------- | -------------- | -------------- | -------------- | -------------- | ------- | ------- | ------- | ------- | ------- | --------- | ---------------- |
| 1992     | 3              | 0              | 7              | 10             | 182            | 276            | -       | -       | -       | -       | -       | -         | -                |
| 1993     | 6              | 1              | 1              | 8              | 189            | 54             | -       | -       | -       | -       | -       | -         | -                |
| 1994     | 6              | 0              | 0              | 6              | 330            | 3              | -       | -       | -       | -       | -       | -         | -                |
| 1995     | 8              | 1              | 1              | 10             | 263            | 79             | -       | -       | -       | -       | -       | -         | -                |
| 2003     | 9              | 0              | 1              | 10             | 354            | 117            | 0       | 2       | 2       | 37      | 54      | Finale    | Rosenheim Rebels |
| 2004     | 8              | 0              | 0              | 8              | 396            | 92             | 1       | 1       | 2       | 60      | 39      | Finale    | Bayreuth Dragons |
| 2013     | 3              | 0              | 6              | 9              | 119            | 165            | -       | -       | -       | -       | -       | -         | -                |
| 2014     | 3              | 0              | 6              | 9              | 161            | 147            | -       | -       | -       | -       | -       | -         | -                |
| Totale   | 46             | 2              | 22             | 70             | 1994           | 933            | 1       | 3       | 4       | 97      | 93      |           |                  |

Fonti: Enciclopedia del Football - A cura di Roberto Mezzetti

##### Landesliga (quinto livello)
| Stagione | regular season | regular season | regular season | regular season | regular season | regular season | playoff | playoff | playoff | playoff | playoff | playoff      | playoff                   |
|          | Vin            | Par            | Per            | Tot            | PF             | PS             | Vin     | Per     | Tot     | PF      | PS      | risultato    | avversaria                |
| -------- | -------------- | -------------- | -------------- | -------------- | -------------- | -------------- | ------- | ------- | ------- | ------- | ------- | ------------ | ------------------------- |
| 2001     | 4              | 0              | 2              | 6              | 166            | 85             | 0       | 1       | 1       | 40      | 41      | Quarto posto | NFA Monarchs              |
| 2002     | 8              | 0              | 0              | 8              | 300            | 59             | -       | -       | -       | -       | -       | -            | -                         |
| 2012     | 9              | 0              | 1              | 10             | 204            | 53             | 2       | 0       | 2       | 33      | 18      | Campioni     | Schweinfurt Ball Bearings |
| 2015     | 7              | 0              | 3              | 10             | 308            | 133            | -       | -       | -       | -       | -       | -            | -                         |
| 2016     | 6              | 0              | 4              | 10             | 159            | 167            | 0       | 1       | 1       | 0       | 20      | Semifinale   | Traunreut Munisier        |
| 2017     | 6              | 0              | 4              | 10             | 206            | 137            | 0       | 1       | 1       | 7       | 47      | Semifinale   | Erding Bulls              |
| 2018     | 6              | 0              | 2              | 8              | 153            | 75             | 0       | 1       | 1       | 12      | 13      | Semifinale   | Bamberg Bucks             |
| 2019     | 7              | 0              | 3              | 10             | 256            | 106            | -       | -       | -       | -       | -       | -            | -                         |
| Totale   | 53             | 0              | 19             | 72             | 1752           | 815            | 2       | 4       | 6       | 92      | 139     |              |                           |

Fonti: Enciclopedia del Football - A cura di Roberto Mezzetti